# Claude Charpentier
Pour les articles homonymes, voir Charpentier (homonymie).
Claude Charpentier (1909-1995) est un architecte et urbaniste français, spécialisé dans la réhabilitation de sites patrimoniaux.

## Biographie
Neveu de Gustave Charpentier, il reçoit une formation musicale et devient violoncelliste. Passionné d'architecture, il se consacre, après la Seconde Guerre mondiale, à la reconstruction et à l'embellissement de plusieurs villes des Ardennes, de Metz, du territoire de Belfort, de villes et villages en Côte d'Or, dans le Doubs, dans les Côtes du Nord, et à Pierrefonds…
S'appuyant sur la loi Malraux, il est à l'origine de la mise en valeur de la ville de Senlis, et, à Paris, il aménagea le site de Montmartre et les rives de la Seine, ainsi que le quartier Maubert et le Village du Marais.
Devenu membre de l'Académie d'architecture en 1958, puis du Le Vieux Montmartre dont il fut le président (1982-1990), il devient le premier conservateur du musée de Montmartre en 1960.
Il est l'auteur de plusieurs essais et est le père de l'architecte Jean-Marie Charpentier.
Le square Claude-Charpentier (Paris 18e) a été nommé ainsi à sa mémoire.

## Décorations
- Chevalier de la Légion d'honneur
- Officier de l'ordre national du Mérite
- Officier de l'ordre des Palmes académiques

## Publications
- La Butte Montmartre, aujourd'hui et demain, Paris, France-Empire, 1973.
- Senlis, ville ouverte, Paris, CNMH, 1975.